# Cine Español por M+
Cine Español por M+ es un canal de televisión por suscripción español propiedad de Telefónica, dedicado íntegramente a la emisión de cine español tanto antiguo como actual.

## Historia
DCine Español nació el 21 de julio de 2003. Junto con DCine Español también se creó DCine Studio aunque este último fue reemplazado por Cinemanía Clásico un año más tarde.
Desde el 6 de noviembre de 2009, emite en 16:9 permanentemente.
A partir del 1 de agosto de 2016, cumpliendo un año de la plataforma, pasó a denominarse Movistar Cine Español. Esto también contrajo una nueva identidad visual de la plataforma y del mismo canal.
El 19 de enero de 2022, Movistar+ cambió de nombre a Movistar Plus+, cambio que contrajo una nueva denominación en sus canales propios y una nueva identidad visual. El canal pasó a denominarse Cine Español por M+.

## Programación
Cine Español por Movistar Plus+ tiene una programación enfocada exclusivamente a la emisión del mejor cine español de todos los tiempos. Desde clásicos del cine español hasta cine español actual, pasando además por series españolas como Curro Jiménez o La Barraca entre otras. También dedica ciclos y especiales a grandes actores y directores del cine español.

## Disponibilidad
Cine Español por Movistar Plus+ se encuentra disponible en exclusiva en la plataforma Movistar Plus+. 
En Telecable, Orange TV y Euskaltel estuvo disponible durante varios años, pero con la llegada de Movistar+ el canal fue cesando en los operadores según se vencía el contrato sin posibilidad de renovación al no interesarle a Movistar+ dicho canal en operadores ajenos. 
En Orange TV abandonó el dial a principios de septiembre de 2015 y en Euskaltel abandonó el dial el 1 de octubre de 2015.

## Logotipos

2016 - 2022
2022 - 2023
2023 - presente